# Taurulus
Taurulus is een monotypisch geslacht van straalvinnige vissen uit de familie van de Cottidae (Donderpadden). 

## Soorten
- Taurulus bubalis (Euphrasen, 1786) – Groene zeedonderpad